# والیبال در المپیک تابستانی جوانان ۲۰۱۰
والیبال در بازی‌های المپیک تابستانی جوانان ۲۰۱۰ (به انگلیسی: Volleyball at the 2010 Summer Youth Olympics) مسابقات والیبال المپیک جوانان که از ۲۱ تا ۲۶ اوت در سالن ورزشی توآ پایو در سنگاپور برگزار شد.

## تیم‌ها
| قاره          | پسران                       | دختران                     |
| ------------- | --------------------------- | -------------------------- |
| اروپا         | صربستان (SRB) · روسیه (RUS) | بلژیک (BEL)                |
| آفریقا        | جمهوری دموکراتیک کنگو (COD) | مصر (EGY)                  |
| نورسکا        | کوبا (CUB)                  | ایالات متحده آمریکا (USA)  |
| آسیا          | ایران (IRI)                 | سنگاپور (SIN) · ژاپن (JPN) |
| آمریکای جنوبی | آرژانتین (ARG)              | پرو (PER)                  |